# Платон (епископ Пуатье)

Церковь Франкского государства при Меровингах

Платон (лат. Plato; умер между 596 и 600) — епископ Пуатье (между 591 и 594 — между 596 и 600).

## Биография
О Платоне упоминается в трудах двух его современников: Григория Турского и Венанция Фортуната.
Согласно этим историческим источникам, до того как стать епископом в Пуатье Платон был архидиаконом в Туре. Григорий Турский называл Платона своим учеником, особо выделяя его большую набожность.
Будучи приближённой к Григорию Турскому персоной, весной 580 года Платон был несправедливо обвинён герцогом Левдастом в сговоре с епископом. Якобы, епископ Тура с помощью Платона хотел представить королеву Фредегонду прелюбодейкой, состоявшей в любовной связи с епископом Бордо Бертрамном. По повелению Хильперика I Платон и священник Галлиен были взяты под стражу и подвергнуты пыткам, а затем привезены в Суасон на королевский суд. Только с большим трудом Григорию Турскому и его людям удалось оправдаться перед Хильпериком I на собранном в поместье Берни синоде франкских епископов.
В сане епископа Пуатье Платон был преемником Маровея. Когда он получил в управление епархию, точно не известно. Вероятно, это должно было произойти не ранее 591 года (даты последнего достоверного упоминания о Маровее) и не позднее 594 года (даты смерти Григория Турского, в сочинении которого «Чудеса святого Мартина» Платон был уже назван епископом). По свидетельству Венанция Фортуната, именно по совету епископа Тура король Хильдеберт II и его мать Брунгильда дали согласие на возведение Платона на епископскую кафедру. Григорий Турский также провёл и интронизацию нового главы епархии, хотя он не был митрополитом Пуатевинской епархии.
В отличие от своего предшественника, Платон поддерживал дружеские отношения с Венанцием Фортунатом. В благодарность поэт написал стихотворение, посвящённое восхождению епископа на кафедру. В этом сочинении Венанций Фортунат, ставший при содействии Платона архидиаконом, особенно хвалил благочестие и нестяжательство нового главы Пуатевинской епархии.
О деяниях Платона как епископа сохранилось не очень много сведений. В «Чудесах святого Мартина» Григорий Турский писал, что благодаря горсти пыли с захоронения этого святого, положенной Платоном на могилу Илария Пиктавийского, удалось прекратить сильный пожар, грозивший уничтожить кафедральный собор Пуатье. Этой же пылью был чудесным образом исцелён и один из горожан.
Кроме того известно, что Платон оказывал покровительство монастырю Святого Креста. При аббатисах Юстине и Дидимии в этой обители между насельницами прекратились разногласия, которые были объектом пристального внимания прелатов всего Франкского государства во второй половине 580-х годов.
Точная дата смерти Платона не установлена: вероятно, он скончался между 596 и 600 годами. Новым главой Пуатевинской епархии стал Венанций Фортунат, которого Платон сам рекомендовал королю Теодеберту II и королеве Брунгильде назначить своим преемником.